# K10-C
K10-C — газове родовище у нідерландському секторі Північного моря.

## Опис
Відкрите в 1980 році внаслідок буріння свердловини K10-C-01. Поклади вуглеводнів пов'язані із пісковиками формації Слохтерен, що відносяться до пермського періоду.
Розробку родовища почали у 1983-му з використанням встановленої в попередньому році платформи K10-C. Вона не мала власних потужностей з підготовки, а видобута продукція по газопроводу діаметром 250 мм та довжиною 5,2 км спрямовувалась на родовище K10-B (звідки в свою чергу транспортувалась на одну з процесингових платформ сектору). Крім того, проклали лінію діаметром 50 мм по якій у зворотному напрямку подавали хімікати (метанол).
У 1993 році через K10-С організували видачу продукції нового родовища K10-V. Втім, вже невдовзі, влітку 1997-го, саму платформу K10-C демобілізували в зв'язку з вичерпанням запасів. Ці роботи провів плавучий кран великої вантажопідйомності Stanislav Yudin (можливо відзначити, що це була одна з перших таких операцій у Північному морі — до того тут пройшли демобілізацію лише три платформи).